# Франсуа-Марсаль, Фредерик
Фредери́к Франсуа́-Марса́ль (фр. Frédéric François-Marsal; 16 марта 1874, Париж, Франция — 20 мая 1958, Жизор) — французский политический деятель Третьей Республики, который короткое время был премьер-министром Франции с 9 по 15 июня 1924. Из-за своей должности премьер-министра он также был два дня (11—13 июня 1924) как исполняющий обязанности президента Французской Республики между отставкой Александра Мильерана и избранием Гастона Думерга.

## Министерство Франсуа-Марсаля (9 — 15 июня 1924)
- Фредерик Франсуа-Марсаль — председатель Совета Министров и министр финансов;
- Эдмон Лефевр дю Прей — министр иностранных дел;
- Андре Мажино — военный министр;
- Жюстен де Сельв — министр внутренних дел;
- Поль Журдэн — министр труда и гигиены;
- Антони Ратье — министр юстиции;
- Дезире Ферри — морской министр;
- Адольф Ландри — министр общественного развития, искусств и технического образования;
- Жозеф Капю — министр сельского хозяйства;
- Жан Фабри — министр колоний;
- Ив Ле Трокер — министр общественных работ, портов и флота;
- Пьер-Этьен Фланден — министр торговли, промышленности, почт и телеграфов;
- Луи Марен — министр освобождённых областей;